# Scott Mann
Scott Mann (Newton Aycliffe, 1º dicembre 1979) è un regista britannico.

## Biografia
Inizia la sua carriera negli anni '90 con la regia di alcuni cortometraggi e di segmenti televisivi, per poi avere modo di dirigere e sceneggiare il suo primo lungometraggio Down Amongst the Dead Men nel 2005. Nel 2009 dirige il lungometraggio horror The Tournament, che a differenza del precedente ottiene le attenzioni della critica cinematografica. Nel 2015 realizza il film Bus 657, un action-thriller distribuito da Lions Gate Entertainment e interpretato da attori molto rinomati come Jeffrey Dean Morgan e Robert De Niro. Nel 2018 dirige un episodio della serie televisiva Six e il film Final Score, con Dave Bautista nel ruolo del protagonista. Dopo aver diretto alcuni episodi della serie televisiva The Oath nel 2019, nel 2022 dirige e sceneggia il film Fall, opera che si rivela un buon successo commerciale al botteghino incassando 21,3 milioni di dollari contro un budget di soli 3 milioni. In seguito alla sua distribuzione nel mercato on demand, Fall ottiene un successo ancora maggiore rispetto a quello riscontrato in sala, determinando la produzione di due sequel.

## Filmografia

### Cinema
- Down Amongst the Dead Me (2005) – anche sceneggiatore, co-regia con Nick Rowntree
- The Tournament (2009)
- Bus 657 (2015)
- Final Score (2018)
- Fall (2022) – anche sceneggiatore e produttore

### Televisione
- The Betty Driver Story – Film TV (2011) – Anche produttore esecutivo
- Six – Serie TV, 1 episodio (2018)
- Oath – Serie TV, 3 episodi (2019)